# 대서양투구게
대서양투구게(Atlantic horseshoe crab, 학명: Limulus polyphemus 리물루스 폴뤼페무스[*])는 검미목 투구게과의 해양 절지동물이다. 멕시코만에서 가장 흔하게 발견되며, 그 외에도 북아메리카의 대서양 연안 전체적으로 발견된다. 최근 해양생명공학에서 오염원이라는 인식에서 벗어나 식품 및 의학적 제품을 안전하게 지키는데 사용되는 중요한 시험용 혈액세포의 자원으로 이용된다.
1. ↑  Smith, D.R.; Beekey, M.A.; Brockmann, H.J.; King, T.L.; Millard, M.J.; Zaldívar-Rae, J.A. (2016). “Limulus polyphemus”. 《IUCN 적색 목록》 (IUCN) 2016: e.T11987A80159830. doi:10.2305/IUCN.UK.2016-1.RLTS.T11987A80159830.en. 2021년 11월 19일에 확인함.